# Улица Победы (Самара)
У́лица Побе́ды — улица в Кировском, Советском и Промышленном районах города Самары. Одна из основных улиц района Безымянка.

## География
Имеет длину более 5 км (с запада на восток). Ширина улицы — 50 м, проезжая часть имеет по 3 полосы движения в каждую сторону, с расширениями до 4-х полос перед отдельными перекрёстками. На западном участке (от начала улицы до пересечения с проспектом Кирова) посередине улицы располагается газон с деревьями, на восточном участке — трамвайные пути.

### Крупные развязки
Улица начинается с места пересечения улицы Гагарина и Днепровской улицы.
Пересечения с улицей Победы важных магистралей города, с запада на восток:
- кольцевая развязка улицы Гагарина и улицы Победы
- пересечение с улицей 22 Партсъезда, станция метро «Победа»
- пересечение с Ново-Вокзальной улицей, станция метро «Безымянка»
- пересечение с проспектом Кирова — площадь имени Кирова, где расположен Дворец культуры имени Литвинова.

Улица пересекается с улицей Пугачёвской, улицей Земеца и заканчивается на пересечении с улицей Елизарова, где переходит в улицу Олимпийскую.

## История
До 1949 года имела название Вторая улица Безымянки.

## Здания и сооружения
На западном участке улица застроена трёх- и пятиэтажными домами «сталинского» типа (в 1940-1950-х годах) , на восточном участке преобладают пяти-, девяти- и десятиэтажные дома, построенные в 1960-1990-х годах.
- № 22 — Школа № 166 им. А. А. Микулина
- № 93а — Православный храм в честь святой блаженной Матроны Московской
- № 99б — Всецарица. Православный храм в честь иконы Божией Матери
- № 106а — Детский сад № 23
- № 141а — Самарский хлебозавод № 5
- № 144 — Сбербанк (улица Советская, 2/Победы, 144), на здании мемориальная доска В. И. Михайлову[3]
- № 146 — 10-этажный жилой дом с муралом «Моряк»[4]
- ТЦ «Вива-Лэнд» (проспект Кирова, 147)
- Дворец культуры им. В. Я. Литвинова (проспект Кирова, 145)

## Транспорт
На протяжении улицы расположены 2 станции Самарского метрополитена, натянута контактная сеть троллейбуса, ходят автобусы и маршрутные такси.
Трамвайные пути пролегают по улице Победы от проспекта Кирова до улицы Елизарова (маршруты 8, 9, 10, 24, 24к, 25). Также трамвайные пути пересекают улицу Победы по улице 22 Партсъезда (маршруты 2, 4, 7, 11, 12, 19, 21, 23).

## Почтовые индексы
дома 100—113 443009

нечётные дома 121—151 443092

чётные 114—170 443077

чётные 2—22, нечётные 1—13 и 69—81 443083

чётные 76—92, нечётные 83—93 443058

чётные 94—98, нечётные 95—99 443008